# Soumié
La Soumié est une rivière de Côte d'Ivoire, affluent de rive droite de la Bia. 

## Géographie
Elle naît à l'ouest d'Aboisso dans la région Sud-Comoé. Elle coule en direction du sud-est et se jette dans la Bia au nord-ouest de Krindjabo .